# Wiesenrauten-Kapuzeneule
Die Wiesenrauten-Kapuzeneule (Calyptra thalictri, Syn.: Calpe capucina) ist ein Schmetterling (Nachtfalter) aus der Familie der Eulenfalter (Noctuidae).

## Merkmale

### Falter
Die Flügelspannweite der Falter beträgt 46 bis 60 Millimeter. Die Vorderflügel sind breit und rötlich, gelblich oder bräunlich gefärbt. In der Nähe der Mitte des Vorderrandes befindet sich ein nach unten gerichteter deutlicher Zahn. Vom sehr spitzen Apex verläuft eine dunkle, fast gerade Linie bis zum Vorderrand. Makel und Querlinien heben sich kaum vom Untergrund ab. Die Hinterflügel sind nahezu zeichnungslos und einfarbig ocker bis hell gelblich gefärbt. Die Fühler beider Geschlechter sind kurz gekämmt. Der Saugrüssel ist kräftig und als Stechrüssel ausgebildet. Auf dem Thorax befindet sich ein kapuzenförmiger Haarschopf.

### Raupe
Erwachsene Raupen haben einen schwarzbraunen Rücken sowie gelbweiße Seiten. Auf jedem Segment befinden sich deutliche schwarze Flecke. Der Kopf ist gelblich und mit vier schwarzen Punkten versehen. Zuweilen erscheinen auch einfarbig grüne Raupen.

### Puppe
Die glänzende, schwarzbraune Puppe ist am kegelförmigen Kremaster mit sehr kurzen Hakenborsten versehen.

## Geographische Verbreitung und Lebensraum
Die Wiesenrauten-Kapuzeneule ist in Süd- und Mitteleuropa lokal verbreitet. In den Alpen wurde sie noch in Höhen von 1000 Metern nachgewiesen. Einzelfunde wurden auch aus Schweden und Finnland gemeldet. Richtung Osten reicht das Vorkommen über Russland bis nach China, Korea und Japan. Bevorzugter Lebensraum der Art sind offene Waldlandschaften.

## Lebensweise
Hauptflugzeit der univoltinen Falter sind die Monate Juni bis August. Nachts fliegen sie gelegentlich künstliche Lichtquellen an. Die Falter ruhen gerne mit dachförmig zusammengelegten Flügeln, wirken dadurch wie ein welkes Blatt und sind so hervorragend vor Fressfeinden getarnt. Der Saugrüssel der Falter ist sehr kräftig ausgebildet und kann zur Nahrungsaufnahme die Schale von reifen Früchten durchstechen, um deren Saft zu trinken. Gelegentlich wird berichtet, dass sie selbst menschliche Haut anstechen und Blut saugen. Im englischen Sprachgebrauch wird die Art deshalb zuweilen auch als „Vampire Moth“ bezeichnet. Die Raupen ernähren sich von den Blättern verschiedener Wiesenrautenarten (Thalictrum). Sie entwickeln sich ab dem Spätsommer, überwintern und verpuppen sich im Frühjahr des folgenden Jahres.